# Collection Lambert
La collection Lambert est un ensemble d'œuvres d'art contemporain réuni par le galeriste parisien Yvon Lambert depuis les années 1960. Elle est installée à Avignon dans l'hôtel de Caumont, qui est un musée ouvert au public depuis 2000.

## Historique
En juillet 2000, le galeriste Yvon Lambert inaugure l'ouverture au public de sa collection personnelle, 450 œuvres accueillies pour vingt ans dans l'hôtel de Caumont.

### Bâtiment
L'hôtel de Caumont est situé au no 5 de la rue Violette. Commencé en 1720 par Jean-Baptiste Franque, l'hôtel est terminé par son fils François après 1751. Acquis en 1878 par le conseil général de Vaucluse, il est d'abord affecté à l'école normale d'instituteurs puis à la gendarmerie nationale. En dépit des transformations, aménagements et destructions liés à ce type d'occupation, cet hôtel reste le chef-d'œuvre des Franque.

### La collection Lambert

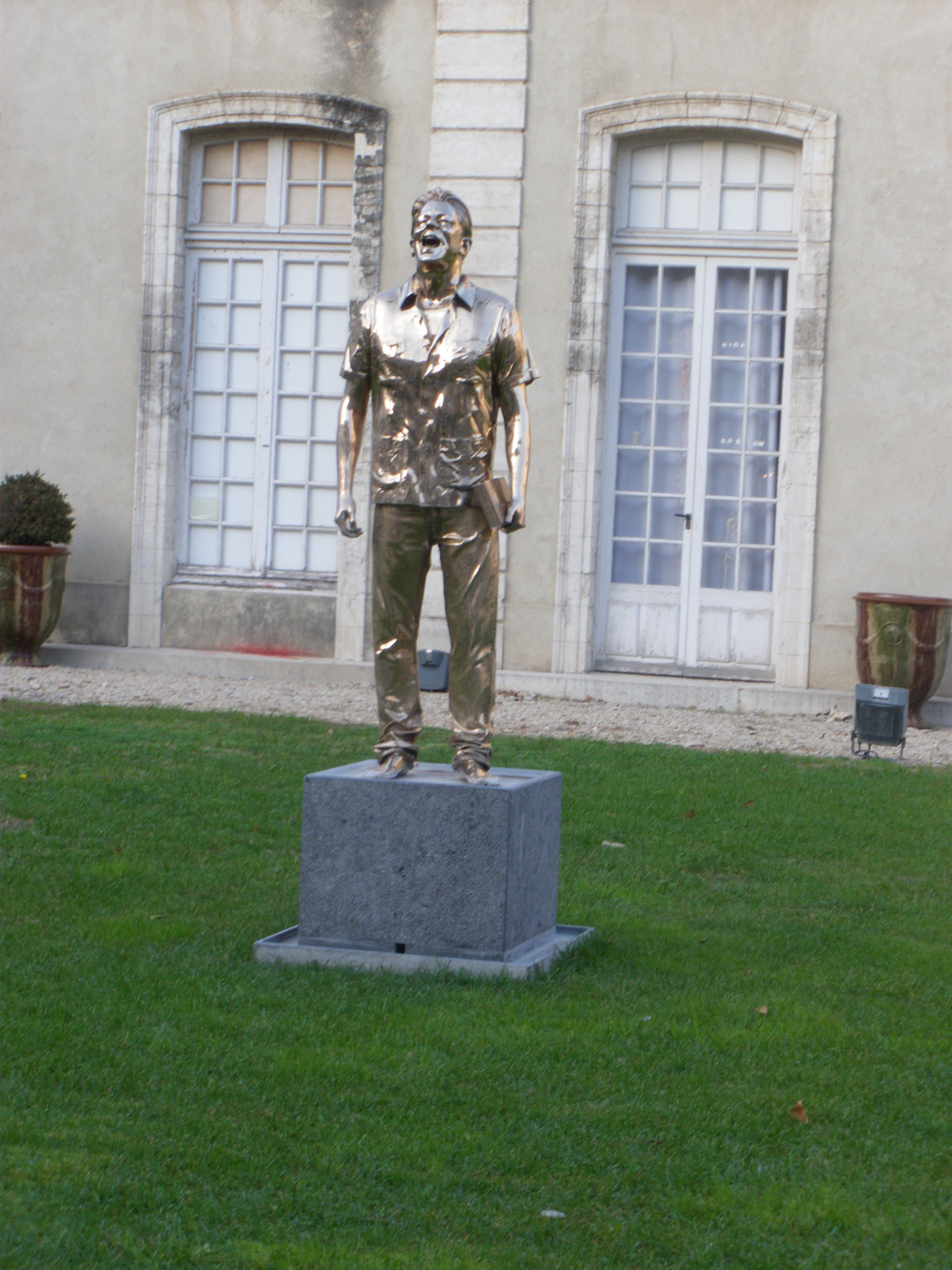
Cour d'entrée de l'hôtel de Caumont. (sculpture de Jan Fabre)

La collection est constituée d'un ensemble cohérent d'œuvres de Jean-Michel Basquiat, Robert Ryman, Brice Marden, Miquel Barceló, Carl André, Gordon Matta-Clark, Anselm Kiefer, Christian Boltanski, Andres Serrano, Douglas Gordon… Certains de ces artistes, tels Cy Twombly ou Nan Goldin, absents des collections nationales, y sont en revanche très bien représentés.
Cette collection privée, unique en France, qui comprend actuellement plus de 1 200 œuvres, est le fruit de la complicité qui unit depuis de nombreuses années le marchand-collectionneur à ses artistes.

### Projets d'extension
En janvier 2009, Yvon Lambert et la municipalité d'Avignon, dirigée par Marie-Josée Roig, envisagent une extension des locaux destinés à la collection. Un projet d'installation des œuvres, stockées jusqu'alors dans les réserves, dans les locaux voisins de l'hôtel de Montfaucon (où est installée l'École supérieure d'art d'Avignon) est à l'étude. Ce projet s'inscrit dans le cadre plus large d'une importante donation de 300 œuvres prêtées à la ville, qu'Yvon Lambert se propose de faire à l'État dans le cadre de la création à Avignon d'un centre d'art contemporain, basé sur sa collection privée — une des plus importantes dans le domaine en France.
Cependant, en 2010, des conflits entre Yvon Lambert et la municipalité d'Avignon – qui refuse de financer des travaux dans l'hôtel de Caumont – repoussent et hypothèquent ce projet. En novembre 2011, le projet est finalement concrétisé avec la donation de 450 œuvres inaliénables à l'État français, conservées à l'hôtel de Caumont et sous condition d'une extension de l'espace muséal à l'hôtel de Montfaucon voisin.
La restructuration de la collection Lambert est confiée aux architectes de l'agence Berger & Berger et à l'architecte en chef des monuments historiques, Christiane Schmuckle-Mollard. Les études scénographiques pour l'auditorium de 200 places, qui prend place au sein du musée, ont été réalisées par dUCKS scéno. Le nouveau bâtiment a été inauguré en juillet 2015.

## Expositions

### Expositions majeures
- octobre 2004 à janvier 2005 : Sol LeWitt/Christian Marclay
- juillet à octobre 2006 : « Figures de l'acteur. Le paradoxe du comédien » (Miquel Barceló/Pablo Picasso)
- novembre 2006 à mars 2007 : Andres Serrano, « La Part maudite »
- juin à septembre 2007 : Cy Twombly, « Blooming, A Scattering of Blossoms and other Things »
- de novembre 2007 à janvier 2008 : « J'embrasse pas », exposition thématique d'artistes variés
- février à mai 2008 : Candice Breitz, « Post Script »
- juillet à novembre 2008 : Douglas Gordon, « Où se trouvent les clefs ? »
- décembre 2008 à mai 2009 : « Retour de Rome »
- juin à octobre 2009 : Roni Horn
- octobre 2009 à janvier 2010 : « Sans-Titre #1 - peintures des années 1970-1980 »
- juin à novembre 2010 : Miquel Barceló, « Terramare », (collection Lambert, palais des Papes, musée du Petit Palais)
- décembre 2010 à mai 2011 : « Je crois aux miracles » (10 ans à la collection Lambert)
- juin à novembre 2013 : « Les papesses en Avignon » (Camille Claudel, Louise Bourgeois, Kiki Smith, Jana Sterbak, Berlinde De Bruyckere)
- du 18 mai au 25 novembre 2014 : « La disparition des lucioles », Prison Sainte-Anne, Avignon
- du 11 juillet au 18 octobre 2015 : « Patrice Chéreau, un musée imaginaire »
- du 20 décembre au 12 juin 2016 : « Andres Serrano Ainsi soit-il »

### Expositions et polémiques

#### Cy Twombly et le «baiser»
Lors de l'exposition Cy Twombly de l'été 2007, Rindy Sam, une plasticienne cambodgienne, dépose un baiser qui laisse une marque de rouge à lèvres sur une des toiles du Triptyque consacré au Phèdre de Platon, déclarant que le tableau était plus beau ainsi. Cela déclenche une vive polémique. Rindy Sam est poursuivie en justice par la galerie pour acte de vandalisme qui réclame 4 500 euros de dommages-intérêts et par Yvon Lambert qui demande 2 millions d'euros. Le tribunal d'Avignon condamne en première instance l'accusée à 1 500 euros d'amende et 100 heures de travaux d'intérêt général.
La collection Lambert réplique en organisant, durant l'hiver 2008, une exposition intitulée « J'embrasse pas ». Yvon Lambert, qui réclame toujours des frais de restauration, voit sa requête validée par la justice qui condamne en deuxième instance Rindy Sam à 18 400 euros de frais de restauration et à 500 euros d'amende pour préjudice moral au peintre et à Yvon Lambert.

#### Andres Serrano etPiss Christ
Lors de l'exposition « Je crois aux miracles », deux œuvres de l'artiste Andres Serrano sont exposées, dont un tirage de Piss Christ, une œuvre qui a été exposée à travers le monde pendant 25 ans et qui a déjà suscité des polémiques,,,. Depuis le début du mois d'avril 2011, l'hôtel de Caumont était la cible de protestations et de harcèlements venant de catholiques intégristes. L'archevêque d'Avignon, Mgr Cattenoz, avait également demandé le retrait de cette œuvre jugeant celle-ci odieuse et estimant qu'elle « [bafouait] l'image du Christ sur la croix ».
Le 17 avril, un groupe de jeunes hommes menace les gardiens présents et vandalise les œuvres de Serrano à coups de marteaux et d'objets contondants. À la suite de cela, les responsables de la collection ont continué de recevoir diverses menaces, dont des menaces de mort, et ont demandé une protection policière pour la réouverture de l'exposition.